# 鹿野道彦
鹿野 道彦（かの みちひこ、1942年〈昭和17年〉1月24日 - 2021年〈令和3年〉10月21日）は、日本の政治家。位階は正三位。
衆議院議員（11期）、衆議院運輸委員長、農林水産大臣（第14・51・52代）、総務庁長官（第12代）、運輸政務次官、新党みらい代表、国民の声代表、民政党幹事長、民主党国会対策委員長、常任幹事会議長、副代表、自由民主党青年局長、総務局長などを歴任した。父は衆議院議員を5期務めた鹿野彦吉。

## 来歴・人物
民主党内では珍しい、自民党清和政策研究会出身。自民党時代は「清和会のプリンス」と呼ばれ47歳で初入閣するなど、将来の総裁候補として期待されていた。離党後も新党みらい・国民の声で代表を務め、新進党・民主党でも党首（代表）候補としてたびたび名前が挙がった。
農林水産行政に精通しており、海部・菅・野田の3内閣で農林水産大臣を務めた。また、党内では自民党で総合農政調査会長、民主党では農業再生本部長等を歴任している。農業政策の方針として、アジア地域での食糧輸出・技術連携を重視した「攻めの農業」を掲げ、農業者戸別所得補償制度を基本として農業の持続可能な発展を目指していた。一方、アメリカが議論を主導する環太平洋戦略的経済連携協定（TPP）には懐疑的な立場をとることが多かった。なお、農水相通算在任期間は828日に及び、農林省から農林水産省に名称が変更した後では歴代1位の記録である（ただし連続在任1位は田名部匡省で、鹿野より12日多い）。
古くから政治改革を志向し、自民党では政治倫理委員長や選挙制度部会長代理などを歴任した。1993年の政界再編では、現職の閣僚（総務庁長官）であったため表立った動きはとれなかったが、翌年には新党みらいを結成し離党、新進党時代には衆議院行政改革特別委員会の筆頭理事を務めた。民主党では入党直後から政治改革本部長に就任、2002年に業際研事件の責任をとり離党する直前まで在職した。
憲法問題にも明るく、民主党憲法調査会長に加え、長く衆議院憲法調査会の幹事を務めた。やや改憲寄りのスタンスで知られる。民主党憲法調査会では、2005年に落選し議員でなくなった後も顧問として名を連ねた。
父である衆議院議員鹿野彦吉の秘書を経て政界入りした二世政治家である。衆議院当選11回は、党内では羽田孜・渡部恒三の14回に次ぐ。

## 経歴

### 生い立ち
山形県山形市生まれ。山形大学附属小学校、山形大学附属中学校、山形県立山形東高等学校を経て学習院大学政経学部政治学科卒業。その後、父である衆議院議員鹿野彦吉の秘書となる。父・彦吉は1972年の第33回衆議院議員総選挙での落選を受けて政界引退した。次の第34回衆議院議員総選挙に後継として旧山形1区から自由民主党公認で出馬し、初当選した（当選同期に愛知和男・中村喜四郎・鳩山邦夫・中島衛・西田司・池田行彦・堀内光雄・相澤英之・津島雄二・塚原俊平・中西啓介・与謝野馨・渡辺秀央・中川秀直・甘利正など）。当選後は福田赳夫率いる清和会（現・清和政策研究会）に入会。1980年の第2次大平内閣不信任決議案採決では反主流派として他の福田派の議員と共に本会議を欠席、ハプニング解散の一因となった。

### 「清和会のプリンス」
第36回衆議院議員総選挙後には将来有望な若手が任命される衆議院議事進行係も経験した。1981年に鈴木改造内閣の運輸政務次官、1983年からは自民党交通部会長を3期連続務め、1986年には衆議院運輸委員長を務め、新幹線直行特急を公約として発表し、1992年の山形新幹線開業に奔走するなど、当初は運輸族議員としてキャリアを重ねた。
竹下、宇野総裁のときには師と慕う安倍晋太郎幹事長のもとで総務局長を3期連続務める。1989年、リクルート事件で政界が揺れる中、リクルートと関係の深い政治家が謹慎を余儀なくされ（リクルート・パージ）、リクルートと縁が薄い鹿野は第1次海部内閣で農林水産大臣に任命され、初入閣を果たした。農林水産大臣在任中はGATTのウルグアイ・ラウンドや、日米貿易紛争の一つであった牛肉・オレンジなどの農産物輸入自由化問題に取り組み、農林水産省を代表して食糧安全保障論を展開した。退任後も総合農政調査会長や山村振興対策特別委員長を務める。
この頃から清和会において、ポスト安倍の座を争う安倍派四天王に続く世代のリーダー候補と目されるようになり(清和会事務総長代理)、安倍が首相就任を目前に死去した際には、派の分裂を抑えようと次の領袖候補として石原慎太郎・小泉純一郎と共に名前が挙がったこともある（最終的には四天王の1人である三塚博が就任）。
農林水産大臣退任後は、党副幹事長や党政治改革本部政治倫理委員長や党運営に関する小委員長、選挙制度部会長代理、総務副会長として政策提言を行う。このことから、1992年の東京佐川急便事件に端を発する政治改革の動きを受けて組閣された宮澤改造内閣で総務庁長官に任命され、2度目の入閣を果たした。総務庁長官在任中は、主に許認可権の削減や規制改革に取り組み、政治改革を推進する立場から、海部俊樹前首相が会長を務める政治改革推進議員連盟のメンバーにも名を連ねた。しかし、首相の宮澤喜一は政治改革の法制化にあまり積極的でなく、結局宮澤内閣の不信任決議案が羽田派の羽田孜、小沢一郎らの造反により可決されたため、宮澤は衆議院を解散した（嘘つき解散）。自民党を離党した羽田派は新生党を結成した。第40回衆議院議員総選挙では新生党に加え、不信任案には反対したものの自民党を離党した武村正義、田中秀征、鳩山由紀夫らの新党さきがけ、細川護煕が前年に結成し支持を伸ばしていた日本新党が大勝し、宮澤自民党は過半数を割り込む。総選挙後、宮澤内閣は退陣した。
鹿野は内閣の閣僚であったことや、派閥の領袖であり宮澤の下で政務調査会長を務める三塚への配慮から、不信任案への賛成や離党の行動は取らなかったが、次第に執行部への不信感を募らせるようになった。

### 自民党を離党、新進党へ
1994年、総務会長代理であった鹿野は細川内閣総辞職直前の4月15日に自民党を離党した。3日後の18日に新党みらいを結成し、党代表に就任した。細川内閣の後を継いだ羽田内閣には新党みらいも参画（閣外協力）したものの、内閣は日本社会党の連立離脱により少数与党に転落し、わずか2ヶ月で退陣する。その後の首班指名選挙では自民党を離党した海部俊樹に投票するも、自民・社会・さきがけ3党が擁立した村山富市社会党委員長に決選投票で敗れ、自社さ連立政権の村山内閣が誕生。新党みらいは海部を代表とした政党連合の自由改革連合を結成した後、12月10日の新進党結党に参画する。
新進党では海部党首の下で「明日の内閣（新進党版影の内閣）」外務大臣を務め、日本の国連安保理常任理事国加入を主張、核開発を続ける中国に対するODAに疑問を呈するなど積極的に活動した。また当時は、政府の提出した不戦決議に対して新進党の外交政策担当として「一元的には対応できない問題」として反対する姿勢を示し、村山首相が「朝鮮半島が南北に分断されたのは我々にも責任がある」と発言したとされることについても予算委員会で厳しく追及するといった（当時の社会党政権に対し、対立軸を鮮明にするという意図もあるが）保守的な姿勢を強く打ち出していた。
海部党首退任後の第2回党首選では小沢一郎の推薦人となり、小沢が当選後の明日の内閣では総務庁長官となった。しかし鹿野らが推し進めてきた小選挙区制での初の選挙である第41回衆議院議員総選挙で新進党は敗北。この結果を受け、小沢ら執行部の運営に不満を持った羽田孜や奥田敬和らが離党し太陽党を結成するなど党内情勢が不安定に。更に小沢や自民党の梶山静六・亀井静香らが提唱した保保連合構想によって小沢の求心力はさらに低下する。1997年、このような状況を受けて小沢の再選を阻止すべく、旧民社党・日本新党出身者からの支持を取り付け第3回党首選に出馬。「今こそ新進党は生まれ変わらなければならない」と訴え、政権交代可能な2大政党の必要性を唱えた（この時、落選中であった野田佳彦も鹿野の応援演説を行っている）。選挙は小沢と一騎討ちとなり、結果的には再選を許すも小沢230票・鹿野182票と善戦した。選挙後、鹿野は小沢の手を取って選挙後の党の団結をアピールするが、小沢は鹿野に投票した議員の排除をはかる「純化路線」に走り選挙9日後の12月27日に一方的に新進党解党を宣言する。
新進党解党後、党内の反小沢系の保守派議員を集め、1998年1月4日に国民の声を結成し代表に就任。さらに同月23日、太陽党、フロム・ファイブ（細川護煕代表）と合流し、民政党を結党。羽田を党首にかついで、鹿野は党幹事長に就任する。

### 民主党入党
1998年3月12日、院内会派「民主友愛太陽国民連合」を構成する民政党・旧・民主党（菅直人代表）・新党友愛（中野寛成代表）・民主改革連合（笹野貞子代表）の4党は夏に予定されている参院選前の統一新党結成に合意し、3月16日に「統一準備会」を設置。鹿野はその座長に就任し、各党の折衝にあたった。
4月27日、民主党が他の3党を吸収する形で新・民主党が結成。入党後、民政党出身者で党内グループの政権戦略研究会（羽田グループ）を立ち上げる。当初は領袖である羽田の首相再登板を目指していたが、離脱者の続出や羽田の高齢化などから、その後のグループの行動は見られなくなった。
鹿野自身は入党直後から政治改革本部長を務め、1999年1月に菅代表が再選された後には国会対策委員長に就任。国対委員長在任中の7月22日に衆議院本会議で行われた国旗国歌法採決では、民主党の党議拘束をはずして自身は賛成に回った。同年10月、鳩山由紀夫が民主党の新代表に就任し、これに伴い国対委員長を離任、民主党副代表となる。更に11月には民主党憲法調査会が発足し初代会長に就任。翌年1月、衆議院に憲法調査会が設置されると幹事として名を連ね、中山太郎会長の下で会長代理も務めた。
2002年、元秘書の経営するコンサルタント会社が公共工事の口利きに関与し、多額の手数料を得ていたという汚職が発覚（業際研事件）。元秘書が競争入札妨害罪及び収賄罪の疑いで逮捕された。秘書在任中の事件ではなく鹿野本人の関与も否定されたが、後に鹿野が9年間にわたり親族が経営する企業に元秘書3人の給与3390万円を肩代わりさせていた事実が発覚し、2月4日に政治改革本部長の辞任を、さらに2月6日には民主党離党を表明した。離党後の4月8日には予算委員会で参考人招致を受けている。
約1年半の無所属暮らしを経た後、2003年9月23日に民主党の岡田克也幹事長が鹿野に復党を要請、鹿野もこれに応じ、民由合併に合わせる形で民主党に復党した。直後の第43回衆議院議員総選挙では初めて自民党の遠藤利明に小選挙区で敗れ、比例復活により当選（過去2回は小選挙区で鹿野が勝利）。
2004年9月、民主党に常任幹事会議長が新設され、これに鹿野が就任するも翌年の第44回衆議院議員総選挙では要職にありながら小泉旋風の煽りを受けて再び遠藤に敗れ、比例復活もできず初の落選を喫する。

### 政権交代後

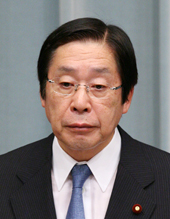
野田内閣での農水大臣就任時の記者会見にて

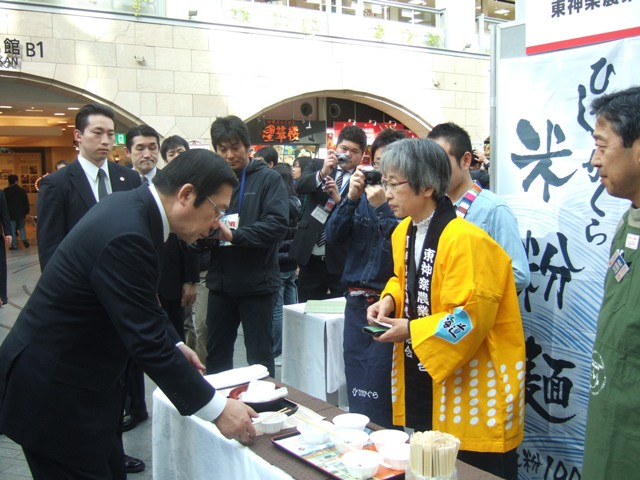
2011年2月27日、「米粉フェア2011～食卓へ広がる新しい粉食～」で出店ブースを視察する

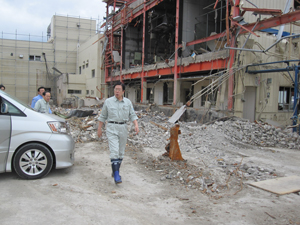
2011年7月3日、宮城県女川町で被害状況を視察する

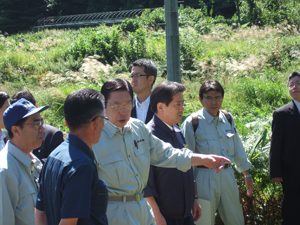
2011年9月7日、福島県飯舘村で実証試験ほ場を視察する

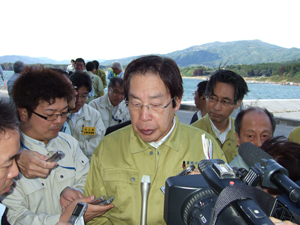
2011年10月1日、岩手県陸前高田市で会見を行う

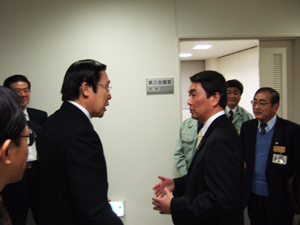
2011年12月17日、宮城県で村井嘉浩知事と会談を行う

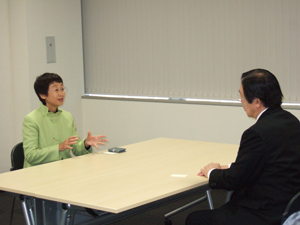
2011年12月17日、仙台市で奥山恵美子市長と会談を行う

2009年の第45回衆議院議員総選挙では遠藤を破り、国政復帰を果たした。ただし、過去に遠藤を破った第42回衆議院議員総選挙に比べて票差は小さく、約2,000票の僅差まで詰め寄られた（遠藤も比例復活）。この選挙により民主党は政権交代を果たし、鹿野も羽田内閣以来15年ぶりに与党復帰を果たした。9月、衆議院予算委員長に就任。12月に発生した天皇特例会見問題では予算委員長として政府に対し、天皇の公的行為に関する統一見解を出すよう要請した。
2010年9月、菅改造内閣で21年ぶりに農林水産大臣に就任し、通算3度目の入閣を果たした。なお、この内閣改造に先駆けて行われた民主党代表選挙では、支持する候補者を明らかにしていなかったが、菅直人の再選により一時は鹿野の民主党幹事長への起用も取り沙汰された（結局は岡田克也外相が就任）。
2011年1月の菅再改造内閣発足に際し、菅直人首相が推進の立場を取るTPP（環太平洋パートナーシップ協定）に対して、「アジア太平洋の経済連携にはTPP以外の選択肢もある」と態度を明確にしていなかったため留任は微妙との見方もあったが、最終的に留任した。
諫早湾干拓事業で漁業関係者らによる有明海の環境変化とそれによる漁業被害を巡る裁判で福岡高等裁判所は2010年12月6日、「5年間の潮受け堤防排水門開放」を国に命じる判決を言い渡した。2011年1月15日、菅首相は農林水産省の考えを覆し、上告を断念すると表明したことで判決が確定した。佐賀県はこの上告断念を高く評価したが、長崎県は防災、農業経営の継続という観点から強く反発した。鹿野の意思とは異なる総理決断であったが、1989年に諫早湾干拓事業が着工した際の農林水産大臣であったこともあり、閣僚の一人として長崎県の開門反対派に謝罪するため1月23日長崎県諫早市を訪問した。中村法道長崎県知事の抗議をはじめ2時間半にわたる怒声の中で鹿野は「皆様方に申し訳ない」と何度も謝罪した。
2011年2月、反捕鯨団体「シーシェパード（SS）」が南極海で日本の調査捕鯨船に妨害行為を続けている問題で、執拗な攻撃からの調査団員、船員の安全確保が第一であるとし、南極海での調査捕鯨活動をやむなく中止し船団を早期に帰国させることを決めたが、同年12月には調査を再開させ2012年の調査は日程通り実施されている。
閣僚の不祥事・不手際などで低迷が続いた菅直人内閣の中では安定した仕事ぶりで、農林水産大臣として事務方の評価も高かった。民主党参加以降は必ずしも代表候補とはみなされていなかったが、党内で数少ない経験豊富な議員であること、激しい対立を繰り広げていた菅執行部・小沢派どちらとも等距離を保つ中間派とみなされていたことから、2011年初頭から「ポスト菅」として鹿野の名前が一部で報じられていた。同年8月に菅首相が退陣の意向を表明すると、有志議員が19日に代表選への立候補を要請、鹿野も「政治人生の中で最も重い要請を頂いた」と前向きに応じる構えを見せ熟慮を重ねていた。
8月26日に首相が退陣を正式に発表したことを受け、2011年民主党代表選挙への出馬を正式に表明。大畠章宏国土交通大臣を選対本部長に迎え、翌日立候補を届け出る。記者会見において、消費税は経済状況が好転しない限り増税しないことや、原発は安全を点検し情報を開示した上で再稼動に理解を求めることを主張した。選挙戦では、海江田万里経済産業大臣との決選投票になった場合に反小沢票が鹿野に集まることを警戒した海江田陣営の切り崩しに遭う。8月29日に行われた投票では立候補者5人中52票で4位。野田佳彦と海江田万里の2名による決選投票では、上着を脱いで野田への投票を合図し、野田代表選出に一役買った（鹿野は事前に「決選投票になった場合に、最後の演説を聴いて上着を脱げば2位の候補に、脱がなかったら1位の候補を支持」と伝えていた。また、鹿野を支持するグループは一致して投票することを確認しており、事実上この行動が代表選の勝敗を決めたといえる）。
代表選後の8月31日、自身を支持した議員35名と共に政策グループ（鹿野グループ）を立ち上げ、9月16日に「素交会」と命名。9月2日の野田内閣発足に際しては、当初農水相退任の意向を示し、後任に筒井信隆農林水産副大臣を推薦していたが、野田首相の強い意向を受け、農林水産大臣に再任。また、鹿野グループからは前田武志が国土交通大臣として入閣を果たした。2012年1月の野田改造内閣においても鹿野・前田共に留任した。
鹿野は農水相就任直後から農産物の海外輸出を推進し、特に中国に対しては筒井副大臣がその実務にあたってきた。しかし、その運営には疑惑の目が向けられることがあり、2012年2月には衆院予算委員会で、鹿野グループに属する樋口俊一衆院議員の公設第一秘書（当時）が、農水省顧問を秘書の身分のまま就任し、社団法人を設立後、その代表理事に就任したことについて、自民党議員より「自作自演の天下りみたいなものだ」と追及されている。このときには大きな問題とはならなかったが、同年5月には中国の一等書記官がこの事業を通じて農水省の機密資料を入手したとの報道がなされ（李春光事件）、スパイ疑惑のある人物と接触したことで激しい批判を浴びた。農水省は岩本司副大臣をトップとする調査チームを発足させ、一気に政治問題化した。最終的には農水省の調査チームにより機密漏えいが確認されなかったことが報告されたが、直後の6月に行われた内閣改造で鹿野は留任せず、農水相を退任した（同時に筒井副大臣、問責決議を受けていた鹿野グループの前田国交相も交代）。「呪われたポスト」と呼ばれ汚職や罷免、果ては自殺により短期間で交代することの多かった農水相を、近年では珍しく1年9か月にわたり勤めあげた。
農水相退任後の7月24日、鹿野は篠原孝（元農水副大臣）、山下正行（農水省大臣官房総括審議官）と共にフランス政府より農事功労章（シュヴァリエ）を授与された。
2012年9月に行われた民主党代表の任期満了に伴う代表選挙において、鹿野グループとしては「民主党復活会議」の推す候補を支持する動きや、細野豪志環境大臣の立候補をめざす動きが見られたものの、最終的に「復活会議」は候補者擁立を断念、細野環境相も不出馬を表明したことから、代表の鹿野が昨年に引き続き立候補。「おおらかで、あたたかい国・日本」というキャッチフレーズを掲げて支持を訴えたものの、出馬が遅れたことなどから立候補者4名（鹿野、野田、原口一博、赤松広隆）中の最下位に終わる（ただし、国会議員票は現職の野田に次ぐ2位）。選挙後、「党内融和」を唱える野田代表のもと、10年ぶりに党副代表へ復帰した。

### 民主党の下野
2012年12月16日の第46回衆議院議員総選挙では、遠藤との6度目の対決を迎えるも、民主党に対する激しい逆風の中敗北。比例復活もならず、7年ぶりに落選した。また、この選挙の結果、民主党は惨敗して下野することとなり、再び自民党政権となった。
選挙前から民主党不利、自民党の政権復帰が半ば確実視されていたが、週刊誌などでは鹿野の衆議院副議長就任が予想されていた。同じく山形県の選出であり、当選13回を数えた自民党の重鎮加藤紘一（山形3区）の衆議院議長就任の可能性も予想され、同一県内での議長副議長独占も考えられた。しかし、加藤も支援団体の分裂により保守系無所属の阿部寿一に票を奪われ、高齢により党規で比例重複が出来なかったことから落選が確定。鹿野と揃って議長・副議長就任は幻となった。同年の落選後は人材育成のため「愛山塾」を開いた。
2013年7月21日の第23回参議院議員通常選挙に民主党の比例区から立候補するも、落選した。また、同時に政界からの引退を表明した。
2014年4月、旭日大綬章を受章。
2021年10月21日、真性多血症のため、山形市内の病院で死去。79歳没。死没日をもって正三位に叙された。

## 政治姿勢

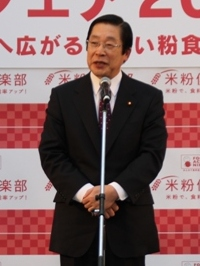
2011年2月27日、札幌市での「米粉フェア2011～食卓へ広がる新しい粉食～」で挨拶する

### 政策・主張
- 基本政策は「公平な社会」、「地方主権社会」、「日本人の心を大切にする社会」としている。
- 民主党の農林漁業の再生を考える運動本部本部長を務めていた際に、「国の水産予算3000億円のうち、2000億円が漁港予算。この使い方を根本的に改めなければならない。海を生き返らせるための『海中の森』の造成や、漁村集落の実施する資源回復事業への直接支払いなど、資源管理を基本とした漁業政策を確立する」との見解を示している。農林水産大臣就任以降は、「攻めの農林水産業」「強い農林水産業」を旗印に、成長産業としての農林水産業を確立すべく新しい時代の農政づくりを目指した[15]。
- 2009年の衆院選の際、永住外国人に地方参政権を認めることについて「どちらかと言えば賛成」、憲法の改正についても「どちらかといえば賛成」と回答した[16]。ただし、憲法9条の改正には反対している。なお、憲法改正については、政治的な休戦の中で改正を行うことが必要であると主張している。
- TPP参加については、反対を表明したことはないが慎重な立場をとる。この理由として、国が一致して大震災への対応をせねばならない時に国論が割れることは避けねばならないこと、農林水産業のみならず医療、労働等その他の分野への影響を判断すべきであること、TPPに参加すれば日本の制度を大幅に変えなければならなくなること等を挙げている[17]。

### 政治資金
- 消費者金融業界の政治団体である「全国貸金業政治連盟」（全政連）が作成したパーティー券購入リストに記載されていると日本共産党の機関紙「しんぶん赤旗」で伝えられた[18]。

### 所属していた議員連盟
- 日印友好議員連盟（顧問）
- 日本ベトナム友好議員連盟（顧問）
- 食と農の再生議員連盟（顧問）
- 弁理士制度の改革推進に関する議員連盟（顧問）
- 生活衛生業振興議員連盟（顧問）
- 太陽光発電推進議員連盟
- 国際観光産業振興議員連盟
- 憲法調査推進議員連盟
- 日本・クウェート友好議員連盟（名誉会長）
- 協同組合振興研究議員連盟（会長）
- 臨海部立地産業の競争力強化を推進するための超党派議連（二階俊博と共同代表）
- 国際人口問題議員懇談会（会長代行）

など

## エピソード
- 座右の銘は「慎始敬終（しんしけいしゅう）」[19]。
- 趣味はへらぶな釣り。毎年「鹿野杯」と称した釣り大会を地元山形で開催している。また、将棋も2段の腕前だという。
- 身長は180cm。
- 代議士当選前からメガネを着用しており、2011年には日本メガネベストドレッサー賞を政界部門で受賞している。
- 2011年3月11日に発生した東日本大震災への対応について、4月10日投開票の東京都知事選挙で当選した石原慎太郎知事は、当選後のインタビューの中で「鹿野君というのはね、実務の分かっている大臣だから。珍しい大臣ですよ、今の内閣では」と鹿野の対応を肯定的に評価した。
- 2011年の民主党代表選の際、出馬を熟慮する鹿野に対し野党である自民党の丸山和也・山田俊男両参議院議員が8月24日に農林水産省を訪ね「他の候補は力量不足だ。（他候補と比べ）鹿野さんが一番ふさわしい」と異例の出馬催促を行った。また、同じく自民党の長谷川岳参院議員からも8月23日の参議院農林水産委員会で「一次産業を守られるという姿勢は見えて、共感の持てる方であると思っている」、「一次産業を守るという姿勢で代表選でメッセージを発してほしい」と出馬を呼び掛けられるという一幕があった。
- 余計な事を話さない性格から「ブリキのパンツ」との愛称がある[20]（農水相在任中も、森喜朗から「何も言わない農水相」と評されるほど政局に関する発言を公の場ですることは少なかった）。
- 元自民党の議員であったため、年末恒例であった永田町闇鍋では他の自民党議員からミッちゃんと呼ばれていた。
- 政治評論家の三宅久之が当時、清和会会長であった安倍晋太郎に「あなたの部下で役に立つのは誰か」と聞いた際に真っ先に「鹿野君だ」といった。
- 2004年、小国町に暮らす舟山康江を訪ね、「日本の農業はこのままで良いんですか」と参院選への立候補を説得した[1]。

## 親族
- 父 鹿野彦吉
- 長男 鹿野雄一 - 九州大学准教授[2]。

## 選挙歴
| 当落 | 選挙                     | 執行日         | 年齢 | 選挙区              | 政党       | 得票数     | 得票率 | 定数 | 得票順位 /候補者数 | 政党内比例順位 /政党当選者数 |
| ---- | ------------------------ | -------------- | ---- | ------------------- | ---------- | ---------- | ------ | ---- | ------------------ | ---------------------------- |
| 当   | 第34回衆議院議員総選挙   | 1976年12月05日 | 34   | 旧山形1区           | 自由民主党 | 6万199票   | 14.94% | 4    | 4/8                | /                            |
| 当   | 第35回衆議院議員総選挙   | 1979年10月07日 | 37   | 旧山形1区           | 自由民主党 | 7万9694票  | 20.55% | 4    | 1/6                | /                            |
| 当   | 第36回衆議院議員総選挙   | 1980年06月22日 | 38   | 旧山形1区           | 自由民主党 | 8万6210票  | 21.15% | 4    | 1/7                | /                            |
| 当   | 第37回衆議院議員総選挙   | 1983年12月18日 | 41   | 旧山形1区           | 自由民主党 | 7万6668票  | 18.93% | 4    | 1/9                | /                            |
| 当   | 第38回衆議院議員総選挙   | 1986年07月06日 | 44   | 旧山形1区           | 自由民主党 | 9万4320票  | 22.49% | 4    | 1/8                | /                            |
| 当   | 第39回衆議院議員総選挙   | 1990年02月18日 | 48   | 旧山形1区           | 自由民主党 | 9万7277票  | 22.09% | 4    | 2/7                | /                            |
| 当   | 第40回衆議院議員総選挙   | 1993年07月18日 | 51   | 旧山形1区           | 自由民主党 | 10万3559票 | 25.06% | 4    | 1/6                | /                            |
| 当   | 第41回衆議院議員総選挙   | 1996年10月20日 | 54   | 山形1区             | 新進党     | 8万1047票  | 48.31% | 1    | 1/4                | /                            |
| 当   | 第42回衆議院議員総選挙   | 2000年06月25日 | 58   | 山形1区             | 民主党     | 9万349票   | 52.03% | 1    | 1/3                | /                            |
| 比当 | 第43回衆議院議員総選挙   | 2003年11月09日 | 61   | 比例東北（山形1区） | 民主党     | 8万1580票  | 40.39% | 1    | 2/4                | 5/5                          |
| 落   | 第44回衆議院議員総選挙   | 2005年09月11日 | 63   | 山形1区             | 民主党     | 8万6755票  | 38.89% | 1    | 2/3                | /                            |
| 当   | 第45回衆議院議員総選挙   | 2009年08月30日 | 67   | 山形1区             | 民主党     | 10万6202票 | 46.23% | 1    | 1/5                | /                            |
| 落   | 第46回衆議院議員総選挙   | 2012年12月16日 | 70   | 山形1区             | 民主党     | 7万411票   | 37.65% | 1    | 2/3                | /                            |
| 落   | 第23回参議院議員通常選挙 | 2013年07月21日 | 71   | 比例区              | 民主党     | 8万2404票  |        | 48   | /                  | 13/7                         |

## 著書
- 『明日を翔る男たち : 闘う自民党青年部』 愛山政経調査会、1982年7月
- 『農の復権 : 21世紀農林水産業の活力を求めて』 翠嵐社、1991年10月
- 『山形新幹線 : 鉄路の復権』 翠嵐社、1992年6月
- 『農・林・漁 復権の戦い : 1年9ヵ月の軌跡』 財界研究所、2013年6月